# Hansted Sogn (Horsens Kommune)
 For alternative betydninger, se Hansted Sogn. (Se også artikler, som begynder med Hansted Sogn)
Hansted Sogn er et sogn i Horsens Provsti (Århus Stift).
I 1800-tallet var Hansted Sogn anneks til Lundum Sogn. Begge sogne hørte til Voer Herred i Skanderborg Amt. Lundum-Hansted sognekommune blev ved kommunalreformen i 1970 indlemmet i Horsens Kommune.
I Hansted Sogn ligger Hansted Kirke.
I sognet findes følgende autoriserede stednavne:
- Egebjerg (bebyggelse, ejerlav)
- Egebjerg Kær (bebyggelse)
- Egedal (bebyggelse)
- Egeskov (bebyggelse)
- Fiskebæk (vandareal)
- Hansted (bebyggelse, ejerlav)
- Hansted Skov (areal)
- Kannerup (bebyggelse, ejerlav)
- Lille Hanstedå (vandareal)
- Neder Egebjerg (bebyggelse)
- Nørrestrand (vandareal)
- Rådved (bebyggelse, ejerlav)
- Rådved Kær (bebyggelse)